# フィンランド時間
フィンランドでは標準時に東ヨーロッパ時間（フィンランド語: Itä-Euroopan aika、UTC+2）、夏時間に東ヨーロッパ夏時間（フィンランド語: Itä-Euroopan kesäaika、UTC+3）が使用されている。夏時間は3月の最終日曜日の03:00から10月の最終日曜日の04:00まで実施される。

## 地理
フィンランドの国土は大部分が北緯60度線より北にあり、ラッピ県の位置に北極圏があるため、ラッピ県の大部分では夏至の前後で太陽が一日中出ている白夜と、冬至の前後で太陽が一日中地平線の下に隠れる極夜が生じる。また、フィンランドの標準時の基準線である東経30度線は東部にあり、ロシアとの国境線を横切っている。

## 歴史
フィンランドでは東ヨーロッパ時間が1921年から使用されている。それまでは都市ごとに異なる平均太陽時や、ヘルシンキ大学天文台の平均時 (ヘルシンキ時間、GMT+01:39:49.2)が使用されていた。夏時間は1942年に1回のみ実施された後、1981年から1995年までは3月最終日曜日から9月最終日曜日まで実施、1996年からは3月最終日曜日から10月最終日曜日まで実施されている。

## IANA time zone database
IANA time zone databaseのzone.tabには、フィンランドの標準時がEurope/Helsinkiとして含まれている。これは、ISO 3166-1 alpha-2の国コード "FI"を持つ領域を指す。また、オーランド諸島についてもエントリーがある。
| 国コード | 座標        | TZ               | 注釈 | 協定世界時との差 | 夏時間 | 備考                      |
| -------- | ----------- | ---------------- | ---- | ---------------- | ------ | ------------------------- |
| FI       | +6010+02458 | Europe/Helsinki  |      | +02:00           | +03:00 |                           |
| AX       | +6006+01957 | Europe/Mariehamn |      | +02:00           | +03:00 | Europe/Helsinkiへのリンク |